# Zentralschweizer Voralpen
Die Zentralschweizer Voralpen ist eine Bezeichnung der Voralpen in der Zentralschweiz, d. h. in den Kantonen Obwalden, Nidwalden, Luzern, Zug, Schwyz und Uri. Sie werden in die Luzerner Voralpen, Unterwaldner Voralpen und Schwyzer Voralpen aufgeteilt. Nach älteren Darstellungen u. a. auch im Geographischen Lexikon der Schweiz wurden die gesamten Emmentaler Alpen, u. a. auch Gebiete des Berner Oberlandes bis Thun, Interlaken und Brienz zu den Zentralschweizer Voralpen gerechnet, nach neueren und nach SOIUSA verläuft die Westgrenze der Luzerner Voralpen und damit der Zentralschweizer Voralpen am Emmental und am Mariental (d. h. auf der Karte ohne die Gebiete XIV und XV).